# Comitatul Odorhei
Comitatul Odorhei, cunoscut și ca Varmeghia Odorheiului (în maghiară Udvarhely vármegye, în germană Komitat Udvarhely), a fost o unitate administrativă a Regatului Ungariei, care a funcționat în perioada 1876-1920. Reședința comitatului a fost orașul Odorheiu Secuiesc, iar sediul administrativ a fost în actuala clădire a Primăriei Odorhei (monument istoric).

## Geografie
Comitatul Odorhei se învecina la nord-vest cu Comitatul Mureș-Turda (Maros-Torda), la vest cu Comitatul Târnava Mică (Kis-Küküllő), la sud-vest cu Comitatul Târnava Mare (Nagy-Küküllő), la sud-est cu Comitatul Trei Scaune (Háromszék) și la est și nord-est cu Comitatul Ciuc (Csík). Comitatul era situat în Munții Carpați. Suprafața comitatului în 1910 era de 2.938 km², incluzând suprafețele de apă.

## Istorie
Regiunea Odorhei a fost un vechi scaun secuiesc, Udvarhelyszék. Comitatul Odorhei a fost înființat în 1876, când structura administrativă a Transilvaniei a fost schimbată. Prin Tratatul de la Trianon din 1920 întreaga Transilvanie istorică a devenit parte a Regatului României. Teritoriul comitatului a fost organizat în județul Odorhei.
În perioada 1940-1944 această regiune a fost ocupată de Ungaria, în urma Dictatului de la Viena. Teritoriul Comitatului Odorhei se regăsește azi în  județul Harghita, județul Mureș (o mică parte aflată în vest), județul Brașov și județul Covasna (o mică parte aflată în sud-est).

## Demografie
În 1891, populația comitatului era de 110.132 locuitori, dintre care:
- Maghiari -- 103.209 (93,71%)
- Români -- 3.191 (2,90%)
- Germani -- 2.131 (1,93%)

## Subdiviziuni
La începutul secolului 20, subdiviziunile comitatului Ciuc erau următoarele:
| Districte (járás)                          | Districte (járás)                      |
| District                                   | Capitală                               |
| ------------------------------------------ | -------------------------------------- |
| Homoród                                    | Oklánd --- Ocland                      |
| Parajd                                     | Parajd --- Praid                       |
| Székelykeresztúr                           | Székelykeresztúr --- Cristuru Secuiesc |
| Udvarhely                                  | Székelyudvarhely --- Odorheiu Secuiesc |
| Districte urbane (rendezett tanácsú város) |                                        |
| Székelyudvarhely --- Odorheiu Secuiesc     |                                        |